# Rębiszcze
Rębiszcze – kolonia wsi Rozłazino w Polsce, położona w województwie pomorskim, w powiecie wejherowskim, w gminie Łęczyce. Jest częścią sołectwa Rozłazino..
W okresie międzywojennym i wcześniej kolonia nosiła nazwę "Rambiszcz", "Rambicz", którą przed samą II wojną zmienioną na bardziej niemiecką "Rodenau". W tym okresie polski egzonim brzmiał "Rąbicz". Po wojnie nazwa została zmieniona na Rębiszcze.
W latach 1975–1998 kolonia administracyjnie należała do województwa gdańskiego.